# О’Коннор, Сандра Дэй
Са́ндра Дэй О’Ко́ннор (англ. Sandra Day O'Connor; 26 марта 1930[…], Эль-Пасо, Техас — 1 декабря 2023, Финикс) — американский юрист; член Верховного суда США, первая женщина, назначенная на данный пост.
До своего назначения на должность судьи Верховного суда США работала на выборных государственных должностях, в качестве судьи. Стала первой женщиной-лидером республиканского большинства в сенате штата Аризона. В период своей деятельности как члена Верховного Суда выступала за независимость суда, в том числе от президентской власти: именно ей принадлежит выражение «Конституция не дает президенту карт-бланш».
Её голос был ключевым в деле о легализации абортов. За все время судейства, по большинству ключевых дел, голос Сандры О’Коннор становился решающим, за что её прозвали «воплощением Фемиды американского правосудия».
По версии журнала Forbes от 2004 года являлась одной из самых влиятельных женщин мира. В 2006 году с Сандры О’Коннор были сняты полномочия судьи Верховного Суда по её личному заявлению, причиной которого была тяжёлая болезнь мужа. Её место в суде занял Сэмюэль Алито.
С 2005 по 2012 год руководила Колледжем Вильгельма и Марии (Виргиния, США) — одним из ведущих государственных юридических вузов Америки. Была членом совета директоров Национального Конституционного Центра в Филадельфии, Пенсильвания. Награждена Президентской медалью Свободы, высшей гражданской наградой в Соединенных Штатах.
Как и все федеральные судьи в отставке, получала пожизненное жалование, равное жалованию действующих членов суда. Применительно к судьям Верховного суда в настоящее время оно составляет не менее 214 000 долларов в год.
Была членом Американского философского общества (1992).

## Ранние годы и обучение
Сандра родилась 26 марта 1930 года в городе Эль-Пасо, штат Техас, в семье консервативного ранчера Гарри Альфреда Дэя и Ады Мэй Уилки. О детстве Сандры и её брата Г. Алана впоследствии ими совместно была написана книга «Ленивый Би: Детство, проведённое на ранчо американского запада» (Lazy B: Growing up on a Cattle Ranch in the American West). Годы обучения в младшей школе Сандра провела в Эль-Пасо у бабушки со стороны матери, где училась в государственных школах, а затем в Рэдфорде — частной школе для девочек. В 1946 году она окончила среднюю школу Остин (Austin High School) в Эль-Пасо, с шестым результатом в своём классе.
После окончания школы Сандра поступила в один из самых престижных университетов страны — Стэнфордский Университет. Получив степень бакалавра в области экономики в 1950 году, она продолжила обучение в юридической школе университета. Во время учёбы Сандра работала в студенческом юридическом журнале «Stanford Law Review». Там же, в юридической школе Стэнфордского университета, Сандра познакомилась с Джоном Джеем О’Коннором III, за которого вышла замуж спустя несколько месяцев после окончания университета 20 декабря 1952 года.

## Начало карьеры
Несмотря на полученное в Стэнфордском университете образование и успехи в учёбе, первые попытки найти работу после окончания университета стали для Сандры неудачными: юридические фирмы и адвокатские бюро избегали приглашать её на собеседование по причине того, что она была женщиной, сфера работы которых в юриспруденции в те времена была очень ограниченной. После этого Сандре пришлось устраиваться работать на общественных началах заместителем прокурора округа Сан-Матео, штат Калифорния.
Вскоре мужа Сандры призвали на военную службу и направили в ФРГ. Сандра отправилась в Германию вместе с ним, где в течение трёх лет работала гражданским прокурором военной части во Франкфурте. В 1957 году семья вернулась в США, но только спустя 5 лет, в 1960 году, после рождения трёх сыновей (Скотта, Брайна и Джея) Сандра возобновила свою деятельность в прокуратуре. В 1969 году она была избрана в Сенат штата Аризона, а в 1973 году — переизбрана на второй срок, уже будучи лидером республиканского большинства.
В 1975 году Сандра О’Коннор была избрана судьей Верховного суда округа Марикоп, а в 1979 году — судьей Апелляционного суда штата Аризона.

## Деятельность в качестве судьи Верховного Суда
В качестве судьи Верховного суда США и приверженца политико-правового движения за новый федерализм (главная идея которого заключающется в возвращении штатам некоторых полномочий, осуществляемых теперь центральным правительством), Сандра О’Коннор при рассмотрении дел уделяла внимание каждой детали, избегая распространительного толкования норм права и обобщений.
7 июля 1981 года Рональд Рейган, пообещавший ещё во время своей президентской предвыборной кампании то, что назначит женщину членом Верховного суда США, объявил о назначении Сандры Дэй О’Коннор новым членом Верховного суда США после отставки известного судьи Поттера Стюарта.

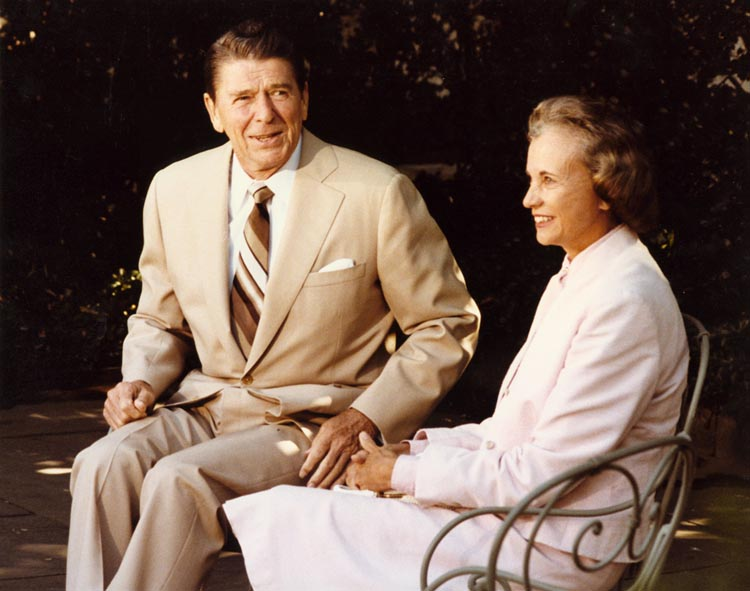
Сандра Дэй О’Коннор вместе с Рональдом Рейганом после назначения на должность судьи Верховного суда США. 1981 год.

Я уверена, что президент всегда старается назначить на должность федерального судьи тех, чьи взгляды совпадают с его собственным мнением. Но президент пребывает в должности четыре года, а судья — всю жизнь.
Во время вступления Сандры О’Коннор в должность, Верховный суд уже много лет был разделен на два противоборствующих лагеря — консерваторов (во главе с председателем суда Уильямом Ренквистом) и либералов (во главе с судьей Джоном Стивенсом). В первые годы своей деятельности в качестве судьи, Сандра проявила себя как человек полностью поддерживающий консервативный курс Рейгана и председателя Верховного Суда Уильяма Ренквиста (вместе с ней окончившего Стенфордский университет): она подвергала жёсткой критике решение Верховного суда по делу «Роу против Уэйда», закрепившее конституционное право на аборт, скептически относилась к правительственным программам по поддержке неблагополучных меньшинств при найме на общественные работы. Как показывает статистика, в первые три года своей деятельности в качестве судьи Верховного суда она в 87 % дел при голосовании поддерживала мнение консервативного председателя Ренквиста.
Однако после 1988 года, когда состав суда стал более консервативным (места судей заняли такие консерваторы как Энтони Кеннеди и Кларенс Томас), О’Коннор начала голосовать независимо от мнения консерваторов и либералов, в зависимости от рассматриваемого дела поддерживая как одну, так и другую часть судей. Такая политика независимости и нейтралитета ранее осуществлялась и её предшественником Поттером Стюартом. О’Коннор при разрешении дел всегда стремилась взглянуть на возникший спор объективно и беспристрастно, по многим делам её голос, несмотря на умеренные позиции по большинству вопросов, был решающим в принятии решения Верховным судом:
- Макконелл против Федеральной избирательной комиссии (McConnell v. FEC, 540 U.S. 93 (2003)) — Верховный суд подтвердил конституционность Федерального акта о реформе двухпартийной избирательной кампании, регулирующего финансирование избирательных кампаний кандидатов, в том числе с помощью мягких денег — то есть денег, предоставляемых политическим партиям для целей предвыборной кампании крупными корпорациями, профессиональными союзами и богатыми частными лицами.
- Зельман против Сайммонс-Харрис (McConnell v. FEC, 540 U.S. 93 (2003)) — Судом было установлено, что использование ваучеров на скидку в прохождении образования в религиозных школах не является нарушением Первой поправки в части, касающейся запрета Конгрессу издавать законы, учреждающие государственную религию.
- Бой-скауты Америки против Дэйла (Boy Scouts of America v. Dale, 530 U.S. 640 (2000)) — О’Коннор поддержала большинство судей в том, что штат Нью-Джерси ограничил конституционное право скаутов на свободу объединения, запретив им избирать лидера отряда по критерию сексуальной ориентации.
- Буш против Гора (Bush v. Gore, 531 U.S. 98 (2000)) — в данном деле голос О’Коннор стал решающим и Верховный суд постановил прекратить ручной пересчет голосов в штате Флорида, признав результаты последнего пересчета голосов в пользу Д. Буша окончательными[25][26].

В феврале 2005 по причине отсутствия председателя суда (Уильяма Ренквиста) и его заместителя (Джона Стивенса), Сандра О’Коннор председательствовала в суде во время устного слушания дела Кело против Нового Лондона. Таким образом, она стала первой женщиной, председательствовавшей в Верховном суде во время разбирательства по делу.

### Четвёртая поправка
Сандра Дей О’Коннор в своей речи в Джорджтаунском университете (март 2006 г.) отметила, что «хартии и конституции не защищают независимость суда, это делают люди».

### Дела, связанные с правами меньшинств
В 2003 году она написала мнение большинства членов Суда, подтвердившее программу позитивных действий, которая давала преимущество чернокожим абитуриентам при приеме на один из ведущих факультетов государственного права в Университете штата Мичиган (Grutter v. Bollinger).

## Уход в отставку
1 июля 2005 года объявила, что уходит в отставку и исполнять свои обязанности будет только до назначения преемника. На её место президент США Джордж Буш назначил изначально считавшегося консервативно настроенным судью апелляционного суда Джона Робертса; в сентябре, однако, он был назначен председателем Верховного суда, после внезапной смерти Уильяма Ренквиста. 3 октября 2005 года президент предложил на эту должность свою коллегу Харриет Майерс, но та под влиянием протестов консервативной стороны американской политической сцены 27 октября попросила о снятии своей кандидатуры. 31 октября был выбран другой кандидат, судья апелляционного суда Сэмюэль Алито; он получил одобрение Сената 31 января 2006 года, и в тот же день О’Коннор вышла в отставку.
Скончалась 1 декабря 2023 года на 94-м году жизни.